# Phasia sichuanensis
Phasia sichuanensis är en tvåvingeart som beskrevs av Sun 2003. Phasia sichuanensis ingår i släktet Phasia och familjen parasitflugor. Inga underarter finns listade i Catalogue of Life.